# Shalom Harlowová
Shalom Harlow (přechýleně Harlowová; * 5. prosince 1973 Oshawa, Kanada) je kanadská modelka a herečka. Svoji modelingovou kariéru začala na počátku devadesátých let dvacátého století a do konce druhého tisíciletí získala status supermodelky. Editoři časopisu Forbes umístili Harlowovou na třináctou příčku v mezinárodním seznamu nejvýdělečnějších supermodelek v roce 2007. Hrála ve filmech jako Jak ztratit kluka v 10 dnech nebo Svatba naruby. Spolumoderovala pořad House of Style, který se vysílal na stanici MTV v letech 1989 až 2000, společně s modelkou Amber Vallettaovou.

## Rodina a dětství
Narodila se v kanadském městě Oshawa Sandi Herbertové a Davidu Harlowovi. Její matka ji pojmenovala Shalom (hebrejsky שלום‎), což lze přeložit jako mír. Otec pracoval v několika profesích jako sociální pracovník, realitní makléř nebo finanční investor. Její matka pracovala s dospělými s vývojovým postižením. Matka se později stala samoživitelkou třech dětí včetně Harlowové. Následně matka zabezpečovala finanční příjem rodiny úklidem domů a rozvážkou pizzy při studiu na večerní škole. Vyrůstala dle vlastních slov „v hippie komunitě u Toronta“. Rodina často trávila čas v rodinné chatě, kterou postavil Harlowin prapradědeček.
Harlowová se věnovala baletu v dětství, ale brzy se rozhodla s ním skončit. Při rozhovoru pro New York Times k tomu sdělila: „Moje vzpurná povaha se vždycky projeví.“ Následně začala chodit na lekce stepu, protože zvuk stepových bot se jí líbil.

## Kariéra
Harlowovou objevili v jejích sedmnácti letech na koncertu kapely The Cure v Torontu. Od jejího vstupu do modelingu účinkovala na řadě módních přehlídek. V roce 1995 se stala první vítězkou ceny Vogue/VH1 Model of the Year. V září 1998 se Harlowová zúčastnila přehlídky No. 13 pro jaro a léto 1999 v londýnském skladišti. Autorem přehlídky byl Alexander McQueen. Při přehlídce dvě robotická ramena postříkala barvou bílé šaty Harlowové a její kůži na rukou, hrudníku, hlavě, krku a nohou. Média označila událost za jednu z nejpamátnějších a nejikoničtějších módních přehlídek historie. Zmíněný výstup Harlowové byl také uváděný jako inspirace pro šaty ve spreji modelky Belly Hadid na jarní přehlídce Coperni 2023.
Od začátku své kariéry se objevila na obálkách časopisů jako Vogue, Elle, Harper's Bazaar, W, L'Officiel a Cosmopolitan. Harlowová se také procházela po molech značek Chanel, Dior, Prada, John Galliano, Fendi, Givenchy, Hermès, Yves Saint Laurent, Gucci, Alexander McQueen, Michael Kors a mnoha dalších. Objevila se v reklamních kampaních pro Dolce & Gabbana, Max Mara, Ralph Lauren, Chloé, Giorgio Armani, Valentino, Lancôme, Saks Fifth Avenue, Gap a další. V červenci 2007 vydělala za předchozích dvanáct měsíců podle odhadů celkem dva miliony dolarů a časopis Forbes ji zařadil na třinácté místo v seznamu patnácti nejlépe vydělávajících supermodelek světa.

### Přerušení kariéry kvůli nemoci
Harlowová onemocněla lymskou nemocí a otrávila se sporami plísni v roce 2013. Obě věci nastaly současně. Spory pocházely z kalifornského domu v Big Sur, kde Harlowová bydlela se svým tehdejším přítelem. Lymskou nemoc chytila při pracovní cestě do zahraničí. Harlowová přerušila svoje aktivity v modelingu a herectví kvůli zdravotnímu stavu v letech 2012 až 2018.
Harlowová se měla v tomto období pohybovat na invalidním vozíku dle infomací na webu InStyle. Sama komentovala své tehdejší onemocnění slovy: „Měla jsem komplexní posttraumatickou stresovou poruchu z úrovně infekcí v mém těle. Byly chvíle milosti a odevzdanosti a spousta okamžiků, kdy jsem si okopávala paty. Moje nezhojená fyzická, mentální a emocionální zranění mě nakonec dostihla.“ Následně v tomto životním období podstoupila transplantaci stolice v Londýně. Poté se rozhodla, že je čas věnovat se citové a duchovní práci, kterou dlouho ignorovala podle svého názoru. V roce 2018 oznámila navrát k profesionálnímu modelingu na svém instagramovém profilu.

### Návrat k modelingu (2018–současnost)
V září 2018 se vrátila k práci profesionální modelky po šestiroční pauze. Po pauze vystoupila poprvé na přehlídce Milan Fashion Week pro značku Versace. Po přehlídce se stala tváří propagačních fotografií pro jarní a letní kolekci v roce 2019, které nafotil Steven Meisel. Harlowová se objevila na obálce italské verze časopisu Vogue v prosinci 2018.
V květnu 2023 se objevila na obálce časopisu Vogue věnované Karlu Lagerfeldovi, která byla vytvořená ve francouzském Grand Palais spolu s modelkami Adut Akech, Amber Valletto, Anok Yai, Devon Aoki, Gigi Hadid, Kendall Jenner, Liu Wen, Naomi Campbell a Natalií Vodianovou.

## Filmografie

### Filmy
| Rok  | Název filmu                  | Role             |
| ---- | ---------------------------- | ---------------- |
| 1997 | In & Out                     | Sonya            |
| 1999 | Cherry                       | Leila Sweet      |
| 2001 | Head over Heels              | Jade             |
| 2001 | Vanilla Sky                  | Colleen          |
| 2002 | The Salton Sea               | Nancy            |
| 2002 | Happy Here and Now           | Muriel           |
| 2003 | Jak ztratit kluka v 10 dnech | Judy Green       |
| 2003 | I Love Your Work             | Charlotte        |
| 2004 | Melinda a Melinda            | Joan             |
| 2005 | Game 6                       | Paisley Porter   |
| 2006 | The Last Romantic            | Christy Tipilton |

### Seriály
| Rok       | Název seriálů     | Role               | Poznámky  |
| --------- | ----------------- | ------------------ | --------- |
| 1996–1997 | House of Style    | Sama sebe          |           |
| 2001      | When I Was a Girl | Sama sebe          | 1 epizoda |
| 2004      | The Jury          | Melissa Greenfield | 3 epizody |

### Dokumenty
| Rok  | Název dokumentu         | Role      |
| ---- | ----------------------- | --------- |
| 1995 | Unzipped                | Sama sebe |
| 2013 | Bettie Page Reveals All | Sama sebe |